# یواس‌اس ریپر (ام‌اس‌او-۴۶۷)
یواس‌اس ریپر (MSO-467) یک مین روب کلاس چابک بود که توسط نیروی دریایی ایالات متحده برای حذف مین‌هایی که در آب قرار داده شده بودند تا از عبور ایمن کشتی‌ها جلوگیری کند، خریداری شد.
دومین کشتی که توسط نیروی دریایی ریپر نام گرفت، MSO-467 در ۱۵ مه ۱۹۵۲ توسط ویلمینگتون باتورکس، در کالیفرنیا بر زمین گذاشته شد. راه‌اندازی ۲۵ ژوئن ۱۹۵۴; با حمایت «خانم جان آ. اسناکهرگ» و در ۱۰ نوامبر ۱۹۵۴ راه‌اندازی شد.

## تمرینات مشترک با کشورهای مختلف
در جریان یک تمرین آبی خاکی در نوامبر ۱۹۵۹، او در کودیاک، آلاسکا، با مین روب‌های کانادایی عملیات انجام داد. پس از آموزش در سال ۱۹۶۰، او در ۴ ژانویه ۱۹۶۱ به غرب اقیانوس آرام اعزام شد و در تمرینات جداگانه با نیروی دریایی فیلیپین و نیروی دریایی ملی‌گرای چین، قبل از رسیدن از طریق ژاپن در لانگ بیچ در ۱۷ ژوئیه شرکت کرد. او در ۱۶ نوامبر ۱۹۶۲ لانگ بیچ را برای استقرار در غرب اقیانوس آرام ترک کرد و قبل از بازگشت به لانگ بیچ در ۲۲ ژوئن ۱۹۶۳ به تمرینات فیلیپین و تایوان، از جمله تمرین SEATO در خلیج مانیل، لوزون پیوست.

## حمایت از عملیات ویتنام
پس از تمرینات خارج از کالیفرنیا، او در سال‌های ۱۹۶۴ و ۱۹۶۵ با ناوگان اقیانوس آرام ایالات متحده فعال ماند. در ۲۱ سپتامبر ۱۹۶۶ با کشتی به سمت غرب اقیانوس آرام، در عملیات گشت زنی "Operation Market Time" در ویتنام در ماه نوامبر و دسامبر و در فوریه و مارس ۱۹۶۷ شرکت کرد. قبل از رسیدن به لانگ بیچ در ۲۷ ژوئیه. او دوباره در آوریل ۱۹۶۸ در غرب اقیانوس آرام مستقر شد. و Sattahip، تایلند، ورود به لانگ بیچ در ۳ دسامبر. ریپر برای آخرین بار در پاییز ۱۹۶۹ در غرب اقیانوس آرام مستقر شد. ستوان فرمانده رابرت کالر فرماندهی می‌کند. در اوایل سال ۱۹۷۰، هنگامی که در نزدیکی وونگ تاو، ویتنام لنگر انداخت، مورد شلیک خمپاره قرار گرفت. در ماه فوریه، ریپر برای تیم شبانه‌روزی خود که برای بررسی یک کشتی باری کوچک ساحلی زمینگیر شده و متروکه فرستاده شده بود، آتش پوششی فراهم کرد. تیم شبانه‌روزی زیر آتش شدید نیروهای مخالف در ساحل قرار گرفته بود. لستر رایلی جونیور ریپر تا ۲ می ۱۹۷۰ که به ساحل غربی ایالات متحده بازگشت، در ناوگان هفتم ایالات متحده فعال ماند.